# Самусенко Олександра Григорівна
Олександра Григорівна Самусенко (1922 — 3 березня 1945) — радянська офіцер зв'язку, капітан. Під час німецько-радянської війни була командиром танка Т-34. За деякими відомостями, єдина жінка-танкіст у 1-й гвардійській танковій армії та єдина жінка, що обіймала посаду заступника командира танкового батальйону.

## Біографія
Народилася у 1922 році в селі Святе (нині — село Кірове) Жлобінського району Гомельської області. Білоруска.
Вихованка в частинах РСЧА з 12 років (згідно з нагородного листа — з 1935 року). Брала участь у радянсько-фінській війні 1939-40 років. Ю. А. Жуків у книзі «Люди сорокових років. Записки військового кореспондента» стверджує, що Олександра Самусенка також воювала в Іспанії, що спростовується в книзі письменника-фронтовика Ф. А. Гаріна; до того ж, це було б неможливо в силу її віку.
Велику Вітчизняну війну починала рядовим-піхотинцем (покликана Читинским РВК). Написала листа Голові Президії Верховної Ради СРСР М. І. Калініна з проханням посприяти їй при вступі в танкове училище. Успішно його закінчила.
З жовтня 1941 року воювала на Брянському, Західному і Воронезькому фронтах. Тричі поранена, у тому числі один раз — важко. Офіцер зв'язку 97-ї танкової бригади гвардії старший лейтенант А. Р. Самусенко брала участь у Курській битві. За проявлену сміливість і рішучість у період з 19 по 28 липня 1943 року нагороджена орденом Червоної Зірки (28 липня 1943).
У 1945 році гвардії капітана А. Г. Самусенко перевели офіцером зв'язку в штаб 1-ї гвардійської танкової бригади, у складі якої вона взяла участь у Львівсько-Сандомирської операції. За деякими відомостями, була призначена заступником командира 1-го танкового батальйону 1-ї гвардійської танкової бригади.
В лютому 1945 року в розташування частини вийшов американець, сержант Джозеф Байєрлі, в третій раз втік з німецького полону. Він умовив гвардії капітана А. Р. Самусенко не відправляти його в тил. Згодом його досвід став у нагоді в батальйоні, який був оснащений в тому числі американськими танками «Шерман». Джозеф Байєрлі вважається єдиним воїном, воювали в американській і в радянській арміях, він — батько Джона Байерлі, колишнього в 2008—2011 роках послом США в Росії.
Померла від ран 3 березня 1945 року в селі Цюльцефитц (нині Сулишевице) біля міста Лобез (нині Західно-Поморського воєводства в Польщі). Перепоховали на центральній площі міста Лобез (нині Польща).

## Нагороди
- Орден Вітчизняної війни I ступеня (1945)[10]
- Орден Вітчизняної війни II ступеня (10 квітня 1945, посмертно)
- Орден Червоної Зірки (28 липня 1943)

## Родина
Мати — Дарія Артемівна Казакова, проживала в селі Вирня[уточнити], Жлобинський район, Гомельська область, Білорусь. Батько — Єгор Олександрович Самусенко, проживав на хуторі Замостя, Святський сільрада (з 20 квітня 1939 року — Кіровський сільрада), Жлобинський район, Гомельська область.
Усього в родині було п'ятеро дітей: Марія (нар. 1910), Ольга (1917—2012), Олександра (нар. 1922), Сава (нар. 1926, загинув у партизанському загоні в Гомельській області, застрелений снайпером у розвідці), Володимир (нар. 1928). Зокрема, сестра Ольга Григорівна Дем'яненко (1917—2012) проживала в селі Святе (з 20 квітня 1939 року — Кірове), а після Великої Вітчизняної війни переїхала в село Химы, Рогачевський район, Гомельська область.

### Виноски
1. ↑  В її нагородних листах вказано національність «татарка».
2. ↑  «Байєрлі пощастило: політрук танкового батальйону трохи розумів по-англійськи. Він допоміг йому порозумітися з командиром — крутий жінкою в майорських погонах, яка втратила у війну чоловіка і всю родину. Хоча в пам'яті Джозефа вона збереглася навіки символом всього горя, що випав у війну на долю радянського народу, і всій стійкості духу і мужність, проявлені радянськими людьми, запам'ятати її ім'я виявилося вище його сил. Так Байєрлі її і називав — „Майор“, так „Майором“ вона у його пам'яті і залишилася на все життя. Потім, у 1980-х і 1990-х, Джозеф і його син Джон намагалися знайти цей батальйон і його командира, але безуспішно — війна змила всі сліди.» — Цитата: Юрій Захарович. Мій американський товариш. [Архівовано 17 жовтня 2018 у Wayback Machine.]

## Документи
- Нагородний лист А. Р. Самусенко з поданням до ордена Червоної Зірки. «Подвиг Народу у Великій Вітчизняній війні 1941—1945 рр». 27 липня 1943.